# ヨハン・クリスティアン・ゼンケンベルク

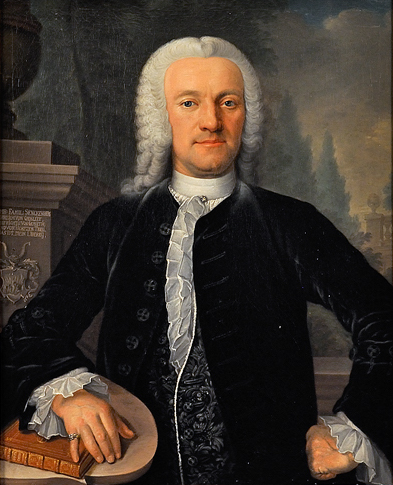
ヨハン・クリスティアン・ゼンケンベルク

ヨハン・クリスティアン・ゼンケンベルク（Johann Christian Senckenberg、1707年2月28日 - 1772年11月15日）はドイツの医師、博物学者である。フランクフルト・アム・マインの医療と教育のために財産を遺贈し、ドイツで2番目に大きいフランスフルトのゼンケンベルク自然博物館（Naturmuseum Senckenberg）はゼンケンベルク自然史協会（Senckenberg Gesellschaft für Naturforschung）が運営している。

## 略歴
フランクフルトに医師の次男に生まれた。12歳になった、1719年のフランクフルトの大火で、屋敷が焼け、経済的に苦境に陥るが奨学金を得て1730年からハレ大学で、フリードリッヒ・ホフマン（Friedrich Hoffmann）、ゲオルク・シュタールらから医学を学んだ。神秘主義的な神学者、ディッペル（Johann Konrad Dippel）の影響を受け、大学をやめた。有名な牧師フランケ（August Hermann Francke）のもとで 孤児院や病院で慈善活動した。1732年春にフランクフルトに戻り、医師の資格なしで医療に携わるが、兄の助力で、ゲッチンゲン大学のアルブレヒト・フォン・ハラーのもとで学位を得た。フランクフルトの医療局（Gesundheitswesen）で働いた。1740年に最初の結婚をし、娘が生まれるが、妻は産褥で亡くなり、娘も1945年に病没した。1744年に妻の友人と再婚するが1747年に、再婚した妻と息子も病死した。1754年に3度目の結婚をしたが1756年に別居し分かれた妻も1756年に死亡した。
3人の妻と、子供を失った後、すべての資産を故郷のフランスフルトに寄付することを決め、1763年に財団（Dr. Senckenbergische Stiftung）を設立し、医療・研究施設の建設を行った。後のフランクフルト植物園（Botanischer Garten der Johann Wolfgang Goethe-Universität Frankfurt am Main）のもとになる薬草園も作った。1772年に建設中の病院を視察中に事故死した。